# Preolímpico de Concacaf de 2015
El Preolímpico de la Concacaf (Norteamérica, Centroamérica y Caribe) fue el torneo clasificatorio que envió a las dos selecciones finalistas directamente al Torneo Olímpico de fútbol y el tercer lugar disputará un repechaje contra Colombia como subcampeón del Campeonato Sudamericano de Fútbol Sub-20 de 2015 de la Conmebol por un cupo a este certamen que se realizaran en 2016 en Río de Janeiro, Brasil. En el torneo participaran selecciones Sub-23.
Los tres países de Norteamérica miembros de la Concacaf ya se encuentran clasificados a la última ronda de la Concacaf, mientras los países de Centroamérica y del Caribe compitieron por clasificar al preolímpico. NBC Universo y Telemundo transmitieron en vivo y en español el torneo clasificatorio de la CONCACAF para los Juegos Olímpicos Río 2016.

## Eliminatorias

### Primera fase

#### NorteaméricaNAFU
Estados Unidos, México y Canadá están clasificados automáticamente a la última ronda de la Concacaf.

#### Clasificados
| Bandera de Canadá | Bandera de Estados Unidos | Bandera de México |
| Canadá            | Estados Unidos            | México            |

#### CentroaméricaUNCAF
Los países de Centroamérica se les otorgaron tres plazas para la última ronda de la Concacaf; para definir la clasificación se organizaron dos grupos, uno de cuatro países y otro de tres países, con un anfitrión por grupo. 
El primer lugar de cada grupo clasifica automáticamente a la última ronda de la Concacaf, mientras los segundos lugares de cada grupo irán a un repechaje (a jugarse en partidos ida y vuelta) por una plaza en la última ronda del torneo.

##### Grupo A
| Equipo      | Pts | PJ | PG | PE | PP | GF | GC | Dif |
| ----------- | --- | -- | -- | -- | -- | -- | -- | --- |
| Panamá      | 7   | 3  | 2  | 1  | 0  | 6  | 2  | 4   |
| Costa Rica  | 3   | 3  | 0  | 3  | 0  | 2  | 2  | 0   |
| El Salvador | 2   | 3  | 0  | 2  | 1  | 3  | 4  | -1  |
| Nicaragua   | 2   | 3  | 0  | 2  | 1  | 3  | 6  | -3  |

| Fecha                | Lugar                                               |             |  | Resultado |  |             |
| -------------------- | --------------------------------------------------- | ----------- |  | --------- |  | ----------- |
| 11 de agosto de 2015 | Estadio Maracaná (Panamá), Ciudad de Panamá, Panamá | Nicaragua   |  | 1:1 (1:1) |  | El Salvador |
| 11 de agosto de 2015 | Estadio Maracaná (Panamá), Ciudad de Panamá, Panamá | Panamá      |  | 0:0       |  | Costa Rica  |
| 13 de agosto de 2015 | Estadio Maracaná (Panamá), Ciudad de Panamá, Panamá | El Salvador |  | 0:0       |  | Costa Rica  |
| 13 de agosto de 2015 | Ciudad de Panamá, Panamá                            | Panamá      |  | 3:0 (3:0) |  | Nicaragua   |
| 15 de agosto de 2015 | Ciudad de Panamá, Panamá                            | Costa Rica  |  | 2:2 (1:0) |  | Nicaragua   |
| 15 de agosto de 2015 | Ciudad de Panamá, Panamá                            | Panamá      |  | 3:2 (2:1) |  | El Salvador |

##### Grupo B
| Equipo    | Pts | PJ | PG | PE | PP | GF | GC | Dif |
| --------- | --- | -- | -- | -- | -- | -- | -- | --- |
| Honduras  | 6   | 2  | 2  | 0  | 0  | 7  | 1  | 6   |
| Guatemala | 3   | 2  | 1  | 0  | 1  | 4  | 2  | 2   |
| Belice    | 0   | 2  | 0  | 0  | 2  | 0  | 8  | -8  |

| Fecha                | Lugar                          |           |  | Resultado |  |          |
| -------------------- | ------------------------------ | --------- |  | --------- |  | -------- |
| 11 de agosto de 2015 | Ciudad de Guatemala, Guatemala | Belice    |  | 0:5 (0:2) |  | Honduras |
| 13 de agosto de 2015 | Ciudad de Guatemala, Guatemala | Guatemala |  | 1:2 (0:0) |  | Honduras |
| 15 de agosto de 2015 | Ciudad de Guatemala, Guatemala | Guatemala |  | 3:0 (2:0) |  | Belice   |

##### Repechaje
Los segundos lugares de cada grupo jugaron un repechaje (jugados en partidos ida y vuelta) por una plaza en la última ronda del torneo.
| 19 de agosto de 2015, 19:00 | Guatemala | 0:0     | Costa Rica | Estadio Mateo Flores, Guatemala |                          |
|                             |           | Reporte |            | Árbitro(s): David Gantar        | Árbitro(s): David Gantar |

| 23 de agosto de 2015, 13:15 | Costa Rica    | 1:0 (0:0) | Guatemala | Estadio Ricardo Saprissa Aymá, Tibás |                         |
|                             | Matarrita 56' | Reporte   |           | Árbitro(s): César Ramos              | Árbitro(s): César Ramos |

#### Clasificados
| Bandera de Costa Rica | Bandera de Honduras | Bandera de Panamá |
| Costa Rica            | Honduras            | Panamá            |

#### CaribeCFU
En la zona del Caribe, 17 equipos de la Unión Caribeña de Fútbol (CFU) entraron en la fase de clasificación. Dos de esos equipos, Dominica y San Vicente y las Granadinas, jugaron en la ronda preliminar (eliminatoria a doble partido) entre 21 y 24 de mayo de 2015. El ganador avanzó a la primera ronda para unirse a los otros 15 equipos.
En la primera ronda, los 16 equipos fueron divididos en cuatro grupos de cuatro equipos. Los grupos se jugaron entre 24 al 28 de junio de 2015 y organizadas por uno de los equipos en cada grupo. Los cuatro ganadores de cada grupo avanzaron a la ronda final.
En la ronda final, jugada entre el 14 y el 16 de agosto de 2015 y organizada por uno de los equipos en la ronda final, los cuatro equipos jugaron un torneo de eliminación directa. Los dos finalistas calificaron para el Preolímpico de Concacaf de 2015 como representantes de CFU.

##### Ronda preliminar
| Fecha              | Lugar                                   |                              |  | Resultado |  |                              |
| ------------------ | --------------------------------------- | ---------------------------- |  | --------- |  | ---------------------------- |
| 22 de mayo de 2015 | Kingstown, San Vicente y las Granadinas | Dominica                     |  | 0:2 (0:1) |  | San Vicente y las Granadinas |
| 24 de mayo de 2015 | Kingstown, San Vicente y las Granadinas | San Vicente y las Granadinas |  | 3:0 (0:0) |  | Dominica                     |

##### Primera ronda

###### Grupo A
| Equipo                 | Pts | PJ | PG | PE | PP | GF | GC | Dif |
| ---------------------- | --- | -- | -- | -- | -- | -- | -- | --- |
| Haití                  | 9   | 3  | 3  | 0  | 0  | 9  | 1  | 8   |
| San Cristóbal y Nieves | 6   | 3  | 2  | 0  | 1  | 9  | 4  | 5   |
| Barbados               | 3   | 3  | 1  | 0  | 2  | 2  | 4  | -2  |
| Islas Caimán           | 0   | 3  | 0  | 0  | 3  | 0  | 11 | -11 |

| Fecha               | Lugar                  |                        |  | Resultado |  |                        |
| ------------------- | ---------------------- | ---------------------- |  | --------- |  | ---------------------- |
| 24 de junio de 2015 | Puerto Príncipe, Haití | Islas Caimán           |  | 0:6       |  | San Cristóbal y Nieves |
| 24 de junio de 2015 | Puerto Príncipe, Haití | Haití                  |  | 2:0       |  | Barbados               |
| 26 de junio de 2015 | Puerto Príncipe, Haití | San Cristóbal y Nieves |  | 2:1       |  | Barbados               |
| 26 de junio de 2015 | Puerto Príncipe, Haití | Haití                  |  | 4:0       |  | Islas Caimán           |
| 28 de junio de 2015 | Puerto Príncipe, Haití | Barbados               |  | 1:0       |  | Islas Caimán           |
| 28 de junio de 2015 | Puerto Príncipe, Haití | Haití                  |  | 3:1       |  | San Cristóbal y Nieves |

###### Grupo B
| Equipo            | Pts | PJ | PG | PE | PP | GF | GC | Dif |
| ----------------- | --- | -- | -- | -- | -- | -- | -- | --- |
| Cuba              | 9   | 3  | 3  | 0  | 0  | 16 | 3  | 13  |
| Antigua y Barbuda | 6   | 3  | 2  | 0  | 1  | 11 | 3  | 8   |
| Guyana            | 3   | 3  | 1  | 0  | 2  | 5  | 4  | 1   |
| Aruba             | 0   | 3  | 0  | 0  | 3  | 1  | 23 | -22 |

| Fecha               | Lugar                         |                   |  | Resultado |  |        |
| ------------------- | ----------------------------- | ----------------- |  | --------- |  | ------ |
| 24 de junio de 2015 | Saint John, Antigua y Barbuda | Cuba              |  | 2:0       |  | Guyana |
| 24 de junio de 2015 | Saint John, Antigua y Barbuda | Antigua y Barbuda |  | 7:0       |  | Aruba  |
| 26 de junio de 2015 | Saint John, Antigua y Barbuda | Aruba             |  | 1:11      |  | Cuba   |
| 26 de junio de 2015 | Saint John, Antigua y Barbuda | Antigua y Barbuda |  | 2:0       |  | Guyana |
| 28 de junio de 2015 | Saint John, Antigua y Barbuda | Guyana            |  | 5:0       |  | Aruba  |
| 28 de junio de 2015 | Saint John, Antigua y Barbuda | Antigua y Barbuda |  | 2:3       |  | Cuba   |

###### Grupo C
- La selección de Curazao se retiró antes del inicio de la competición.

| Equipo               | Pts | PJ | PG | PE | PP | GF | GC | Dif |
| -------------------- | --- | -- | -- | -- | -- | -- | -- | --- |
| Jamaica              | 6   | 2  | 2  | 0  | 0  | 10 | 1  | 9   |
| República Dominicana | 3   | 2  | 1  | 0  | 1  | 3  | 4  | -1  |
| Santa Lucía          | 0   | 2  | 0  | 0  | 2  | 1  | 9  | -8  |

| Fecha               | Lugar                               |                      |  | Resultado |  |             |
| ------------------- | ----------------------------------- | -------------------- |  | --------- |  | ----------- |
| 24 de junio de 2015 | Santo Domingo, República Dominicana | Santa Lucía          |  | 1:6       |  | Jamaica     |
| 26 de junio de 2015 | Santo Domingo, República Dominicana | República Dominicana |  | 3:0       |  | Santa Lucía |
| 28 de junio de 2015 | Santo Domingo, República Dominicana | República Dominicana |  | 0:4       |  | Jamaica     |

###### Grupo D
- La selección de Surinam se retiró antes del inicio de la competición.

| Equipo                       | Pts | PJ | PG | PE | PP | GF | GC | Dif |
| ---------------------------- | --- | -- | -- | -- | -- | -- | -- | --- |
| San Vicente y las Granadinas | 4   | 2  | 1  | 1  | 0  | 7  | 5  | 2   |
| Trinidad y Tobago            | 3   | 2  | 1  | 0  | 1  | 8  | 5  | 3   |
| Puerto Rico                  | 1   | 2  | 0  | 1  | 1  | 2  | 7  | -5  |

| Fecha               | Lugar                |                   |  | Resultado |  |                              |
| ------------------- | -------------------- | ----------------- |  | --------- |  | ---------------------------- |
| 25 de junio de 2015 | Bayamón, Puerto Rico | Puerto Rico       |  | 2:2       |  | San Vicente y las Granadinas |
| 27 de junio de 2015 | Bayamón, Puerto Rico | Trinidad y Tobago |  | 3:5       |  | San Vicente y las Granadinas |
| 29 de junio de 2015 | Bayamón, Puerto Rico | Puerto Rico       |  | 0:5       |  | Trinidad y Tobago            |

##### Segunda ronda
|  | Semifinales 14 de agosto de 2015 | Semifinales 14 de agosto de 2015 |   |                | Final 16 de agosto de 2015         | Final 16 de agosto de 2015 |  |
|  |                                  |                                  |   |                |                                    |                            |  |
|  |                                  |                                  |   |                |                                    |                            |  |
|  | Cuba                             | 2                                |   |                |                                    |                            |  |
|  | Jamaica                          | 1                                |   |                |                                    |                            |  |
|  |                                  |                                  |   |                |                                    |                            |  |
|  |                                  |                                  |   |                |                                    |                            |  |
|  |                                  |                                  |   |                | Cuba                               | 0                          |  |
|  |                                  | Haití                            | 1 |                |                                    |                            |  |
|  |                                  |                                  |   |                |                                    |                            |  |
|  |                                  |                                  |   |                |                                    |                            |  |
|  |                                  |                                  |   |                | Tercer puesto 16 de agosto de 2015 |                            |  |
|  |                                  |                                  |   |                |                                    |                            |  |
|  | Haití                            | 1                                |   | Jamaica (t.s.) | 3                                  |                            |  |
|  | San Vicente y las Granadinas     | 0                                |   |                | San Vicente y las Granadinas       | 2                          |  |

#### Clasificados
| Bandera de Cuba | Bandera de Haití |
| Cuba            | Haití            |

## Torneo Final
En la última ronda de la CONCACAF competirán los ocho equipos clasificados anteriormente, divididos en dos grupos en los que los primeros dos lugares de cada uno avanzarán a las semifinales, en estas, los dos países ganadores calificarán a los Juegos Olímpicos de Río de Janeiro 2016.

### Equipos participantes
| CFU - Cuba - Haití |  | UNCAF - Costa Rica - Honduras - Panamá |  | Clasificados automáticamente - Canadá - México - Estados Unidos |

### Sedes
| Kansas City                | Kansas City Carson Commerce City Sandy | Carson            |
| -------------------------- | -------------------------------------- | ----------------- |
| Sporting Park              | Kansas City Carson Commerce City Sandy | StubHub Center    |
| Capacidad: 18.467          | Kansas City Carson Commerce City Sandy | Capacidad: 27.000 |
|                            | Kansas City Carson Commerce City Sandy |                   |
| Commerce City              | Kansas City Carson Commerce City Sandy | Sandy             |
| Dick's Sporting Goods Park | Kansas City Carson Commerce City Sandy | Rio Tinto Stadium |
| Capacidad: 19.680          | Kansas City Carson Commerce City Sandy | Capacidad: 20.008 |
|                            | Kansas City Carson Commerce City Sandy |                   |

## Resultados

### Fase de grupos

#### Grupo A
| Equipo         | Pts | PJ | PG | PE | PP | GF | GC | Dif |
| -------------- | --- | -- | -- | -- | -- | -- | -- | --- |
| Estados Unidos | 9   | 3  | 3  | 0  | 0  | 13 | 2  | 11  |
| Canadá         | 4   | 3  | 1  | 1  | 1  | 6  | 6  | 0   |
| Cuba           | 2   | 3  | 0  | 2  | 1  | 4  | 9  | -5  |
| Panamá         | 1   | 3  | 0  | 1  | 2  | 2  | 8  | -6  |

| 1 de octubre de 2015, 18:30 | Panamá    | 1:1 (0:1) | Cuba     | Sporting Park, Kansas City         |                                    |
|                             | Núñez 77' | Reporte   | Reyes 6' | Árbitro(s): Luis Enrique Santander | Árbitro(s): Luis Enrique Santander |

| 1 de octubre de 2015, 21:00 | Estados Unidos                   | 3:1 (1:0) | Canadá       | Sporting Park, Kansas City |                            |
|                             | Morris 1' 73' · Gil 90+2' (pen.) | Reporte   | Petrasso 81' | Árbitro(s): Armando Castro | Árbitro(s): Armando Castro |

| 3 de octubre de 2015, 13:30 | Canadá                                  | 3:1 (2:0) | Panamá       | Sporting Park, Kansas City |                           |
|                             | M. Petrasso 30' · Thomas 35' · Fisk 74' | Reporte   | Bárcenas 61' | Árbitro(s): Javier Santos  | Árbitro(s): Javier Santos |

| 3 de octubre de 2015, 16:00 | Cuba       | 1:6 (0:3) | Estados Unidos                                                               | Sporting Park, Kansas City |                         |
|                             | Sáez 90+3' | Reporte   | Vickers 17' · Miazga 36' · Kiesewetter 38' 49' · Hyndman 69' · J. García 76' | Árbitro(s): Juan Guerra    | Árbitro(s): Juan Guerra |

| 6 de octubre de 2015, 18:00 | Canadá                           | 2:2 (1:1) | Cuba            | Dick's Sporting Goods Park, Commerce City |                           |
|                             | M. Petrasso 26' · M. Babouli 52' | Reporte   | A. Mora 33' 87' | Árbitro(s): Adrián Skeete                 | Árbitro(s): Adrián Skeete |

| 6 de octubre de 2015, 20:30 | Estados Unidos                                                     | 4:0 (0:0) | Panamá | Dick's Sporting Goods Park, Commerce City |                       |
|                             | Escobar 51' (a.g.) · Kiesewetter 53' · Morris 56' · Gil 71' (pen.) | Reporte   |        | Árbitro(s): Hugo Cruz                     | Árbitro(s): Hugo Cruz |

#### Grupo B
| Equipo     | Pts | PJ | PG | PE | PP | GF | GC | Dif |
| ---------- | --- | -- | -- | -- | -- | -- | -- | --- |
| México     | 9   | 3  | 3  | 0  | 0  | 7  | 1  | 6   |
| Honduras   | 6   | 3  | 2  | 0  | 1  | 4  | 2  | 2   |
| Haití      | 1   | 3  | 0  | 1  | 2  | 1  | 3  | -2  |
| Costa Rica | 1   | 3  | 0  | 1  | 2  | 1  | 7  | -6  |

| 2 de octubre de 2015, 20:06 | Honduras  | 1:0 (1:0) | Haití | Stubhub Center, Carson   |                          |
|                             | Lozano 6' | Reporte   |       | Árbitro(s): Drew Fischer | Árbitro(s): Drew Fischer |

| 2 de octubre de 2015, 22:40 | México                                                 | 4:0 (2:0) | Costa Rica | Stubhub Center, Carson   |                          |
|                             | Bueno 19' 77' · W. Fernández 45+3' (a.g.) · Torres 88' | Reporte   |            | Árbitro(s): Jafeth Parea | Árbitro(s): Jafeth Parea |

| 4 de octubre de 2015, 15:36 | Costa Rica | 0:2 (0:1) | Honduras              | Stubhub Center, Carson       |                              |
|                             |            | Reporte   | Lozano 41' · Elis 81' | Árbitro(s): Mathieu Bourdeau | Árbitro(s): Mathieu Bourdeau |

| 4 de octubre de 2015, 18:10 | Haití | 0:1 (0:0) | México           | Stubhub Center, Carson      |                             |
|                             |       | Reporte   | López 74' (pen.) | Árbitro(s): Christopher Red | Árbitro(s): Christopher Red |

| 7 de octubre de 2015, 18:06 | Costa Rica | 1:1 (0:0) | Haití       | Dick's Sporting Goods Park, Commerce City |                         |
|                             | Flores 82' | Reporte   | Paulson 51' | Árbitro(s): Karl Tyrell                   | Árbitro(s): Karl Tyrell |

| 7 de octubre de 2015, 20:40 | México                | 2:1 (1:0) | Honduras | Dick's Sporting Goods Park, Commerce City |                               |
|                             | López 4' · Torres 67' | Reporte   | Elis 59' | Árbitro(s): Armando Villareal             | Árbitro(s): Armando Villareal |

### Segunda fase
|  | Semifinales    | Semifinales |   |                | Final         | Final |  |
|  |                |             |   |                |               |       |  |
|  |                |             |   |                |               |       |  |
|  | Estados Unidos | 0           |   |                |               |       |  |
|  | Honduras       | 2           |   |                |               |       |  |
|  |                |             |   |                |               |       |  |
|  |                |             |   |                |               |       |  |
|  |                |             |   |                | Honduras      | 0     |  |
|  |                | México      | 2 |                |               |       |  |
|  |                |             |   |                |               |       |  |
|  |                |             |   |                |               |       |  |
|  |                |             |   |                | Tercer puesto |       |  |
|  |                |             |   |                |               |       |  |
|  | México         | 2           |   | Estados Unidos | 2             |       |  |
|  | Canadá         | 0           |   |                | Canadá        | 0     |  |

#### Semifinales
| 10 de octubre de 2015, 13:06 | Estados Unidos | 0:2 (0:1) | Honduras     | Rio Tinto Stadium, Sandy                                 |                                                          |
|                              |                | Reporte   | Elis 24' 77' | Asistencia: 12 809 espectadores Árbitro(s): Jafeth Perea | Asistencia: 12 809 espectadores Árbitro(s): Jafeth Perea |

| 10 de octubre de 2015, 17:30 | México                 | 2:0 (1:0) | Canadá | Rio Tinto Stadium, Sandy                              |                                                       |
|                              | Torres 6' · Lozano 57' | Reporte   |        | Asistencia: 12 809 espectadores Árbitro(s): Hugo Cruz | Asistencia: 12 809 espectadores Árbitro(s): Hugo Cruz |

#### Tercer lugar
| 13 de octubre de 2015, 18:00 | Estados Unidos                      | 2:0 (0:0) | Canadá | Rio Tinto Stadium, Sandy            |                                     |
|                              | Pelosi 69' · Kiesewetter 84' (pen.) | Reporte   |        | Árbitro(s): Luis Enríquez Santander | Árbitro(s): Luis Enríquez Santander |

#### Final
| 13 de octubre de 2015, 21:10 | Honduras | 0:2 (0:1) | México                         | Rio Tinto Stadium, Sandy |                          |
|                              |          | Reporte   | Acosta 42' (a.g.) · Guzmán 69' | Árbitro(s): Drew Fischer | Árbitro(s): Drew Fischer |

|                   |
| Campeón           |
| Bandera de México |
| México 7° título  |

## Estadísticas

### Clasificación general
| Pos. | Selección      | Gr. | Pts. | PJ | PG | PE | PP | GF | GC | Dif | Rend. |
| ---- | -------------- | --- | ---- | -- | -- | -- | -- | -- | -- | --- | ----- |
| 1    | México         | B   | 15   | 5  | 5  | 0  | 0  | 11 | 1  | +10 | 100%  |
| 2    | Honduras       | B   | 9    | 5  | 3  | 0  | 2  | 6  | 4  | +2  | 60%   |
| 3    | Estados Unidos | A   | 12   | 5  | 4  | 0  | 1  | 15 | 4  | +11 | 80%   |
| 4    | Canadá         | A   | 4    | 5  | 1  | 1  | 3  | 4  | 8  | -4  | 26.6% |
| 5    | Cuba           | A   | 2    | 3  | 0  | 2  | 1  | 2  | 7  | -5  | 22.2% |
| 6    | Panamá         | A   | 1    | 3  | 0  | 1  | 2  | 2  | 4  | -2  | 11.1% |
| 7    | Haití          | B   | 1    | 3  | 0  | 1  | 2  | 0  | 2  | -2  | 11.1% |
| 8    | Costa Rica     | B   | 1    | 3  | 0  | 1  | 2  | 0  | 6  | -6  | 11.1% |

### Goleadores
| Jugador                                     | Selección      | Goles | PJ |
| Alberth Elis                                | Honduras       | 4     | 4  |
| Jerome Kiesewetter                          | Estados Unidos | 4     | 4  |
| ------------------------------------------- | -------------- | ----- | -- |
| Erick Torres                                | México         | 3     | 4  |
| Jordan Morris                               | Estados Unidos | 3     | 4  |
| Michael Petrasso                            | Canadá         | 3     | 4  |
| Anthony Lozano                              | Honduras       | 2     | 3  |
| Marco Bueno                                 | México         | 2     | 4  |
| Luis Gil                                    | Estados Unidos | 2     | 4  |
| Última actualización: 10 de octubre de 2015 |                |       |    |

## Clasificados generales aRío 2016
Véase también: Campeonato Sudamericano de Fútbol Sub-20 de 2015 § Clasificados generales a Río 2016
| Bandera de Honduras | Bandera de México | Bandera de Colombia | Bandera de Argentina |
| Honduras            | México            | Colombia            | Argentina            |

## Repesca intercontinental para los Juegos Olímpicos
Los partidos de repesca se disputarán entre  Estados Unidos contra Colombia (que finalizó en el 2.º lugar del Campeonato Sudamericano Sub-20 de 2015). Originalmente, la respesca iba a consistir en un único partido a disputarse en Brasil. Sin embargo, en octubre de 2015, la Federación de Fútbol de los Estados Unidos anunció que la mencionada repesca sería una serie a doble partido a ida y vuelta. Dichos encuentros se disputarán en la Fecha FIFA de marzo de 2016 con selecciones sub-23.
Colombia albergará el primer partido el 25 de marzo, mientras que la vuelta de disputará en Estados Unidos el 29 de marzo.
| 25 de marzo de 2016, 15:30 (UTC-5) | Colombia     | 1:1 (0:1) | Estados Unidos | Estadio Metropolitano, Barranquilla |                          |
|                                    | Quintero 68' | Reporte   | Gil 5'         | Árbitro(s): Cüneyt Çakır            | Árbitro(s): Cüneyt Çakır |

| 29 de marzo de 2016, 18:30 (UTC-7) | Estados Unidos     | 1:2 (0:1) | Colombia            | Toyota Stadium, Frisco      |                             |
|                                    | Machado 57' (a.g.) | Reporte   | R. Martínez 30' 64' | Árbitro(s): Ravshan Irmatov | Árbitro(s): Ravshan Irmatov |